# Чемпіонат УРСР з легкої атлетики 1965
Чемпіонат УРСР з легкої атлетики 1965 року був проведений в середині вересня в Києві.
Першість відбулась за участі багатьох провідних спортсменів в період, коли більшість легкоатлетів досягли найвищої спортивної форми. Киянин Василь Анисимов повторив свій рекорд СРСР у бігу на 400 метрів з бар'єрами (50,2).
Протягом року в Ужгороді були проведені окремі чемпіонати УРСР з легкоатлетичного кросу (28 лютого) та марафонського бігу (31 жовтня).

## Медалісти

### Чоловіки
| Дисципліни                | Золото                             | Золото    | Срібло | Срібло | Бронза | Бронза |
| ------------------------- | ---------------------------------- | --------- | ------ | ------ | ------ | ------ |
| 100 метрів                | Віктор Усатий Дніпропетровськ      | 10,6      |        |        |        |        |
| 200 метрів                | Віктор Усатий Дніпропетровськ      | 21,8      |        |        |        |        |
| 400 метрів                | Вадим Архипчук Київ                | 47,1      |        |        |        |        |
| 800 метрів                | Микола Мальцев Запоріжжя           | 1.51,1    |        |        |        |        |
| 1500 метрів               | Євген Абонін Київ                  | 3.50,4    |        |        |        |        |
| 5000 метрів               | Степан Байдюк Київ                 | 13.58,6   |        |        |        |        |
| 10000 метрів              | Володимир Труфанов Київ            | 29.31,4   |        |        |        |        |
| 110 метрів з бар'єрами    | В'ячеслав Скоморохов Ворошиловград | 14,0      |        |        |        |        |
| 400 метрів з бар'єрами    | Василь Анисимов Київ               | 50,2 NR   |        |        |        |        |
| 3000 метрів з перешкодами | Віктор Кудинський Київ             | 8.50,2    |        |        |        |        |
| Ходьба 20 кілометрів      | Володимир Голубничий Суми          | 1:29.36,0 |        |        |        |        |
| Стрибки у висоту          | Ігор Матвєєв Бердичів              | 2,09 м    |        |        |        |        |
| Стрибки з жердиною        | Валерій Шульга Київ                | 4,60 м    |        |        |        |        |
| Стрибки у довжину         | Олександр Хамаза Київ              | 7,32 м    |        |        |        |        |
| Потрійний стрибок         | Анатолій Аляб'єв Київ              | 16,13 м   |        |        |        |        |
| Штовхання ядра            | Віктор Ліпсніс Київ                | 18,48 м   |        |        |        |        |
| Метання диска             | Валентина Ковтун Харків            | 53,75 м   |        |        |        |        |
| Метання молота            | Василь Жарий Київ                  | 64,18 м   |        |        |        |        |
| Метання списа             | Володимир Черченко Київ            | 75,45 м   |        |        |        |        |
| Десятиборство             | Анатолій Зотов Київ                | 6749 очок |        |        |        |        |

### Жінки
| Дисципліни             | Золото                        | Золото    | Срібло | Срібло | Бронза | Бронза |
| ---------------------- | ----------------------------- | --------- | ------ | ------ | ------ | ------ |
| 100 метрів             | Віра Крепкіна Київ            | 12,0      |        |        |        |        |
| 200 метрів             | Ніна Медведєва Одеса          | 24,9      |        |        |        |        |
| 400 метрів             | Генія Марочкіна Ворошиловград | 55,8      |        |        |        |        |
| 800 метрів             | Тамара Дунайська Полтава      | 2.07,0    |        |        |        |        |
| 80 метрів з бар'єрами  | Лілія Макошина Київ           | 11,0      |        |        |        |        |
| 100 метрів з бар'єрами | Лілія Макошина Київ           | 14,2      |        |        |        |        |
| Стрибки у висоту       | Людмила Комлєва Харків        | 1,65 м    |        |        |        |        |
| Стрибки у довжину      | Тетяна Коцар Донецьк          | 5,83 м    |        |        |        |        |
| Штовхання ядра         | Марія Кузнецова Київ          | 15,67 м   |        |        |        |        |
| Метання диска          | Альбіна Єлькіна Запоріжжя     | 50,93 м   |        |        |        |        |
| Метання списа          | Галина Висоцька Полтава       | 50,02 м   |        |        |        |        |
| П'ятиборство           | Валентина Шапкіна Київ        | 4556 очок |        |        |        |        |

## Чемпіонат УРСР з легкоатлетичного кросу
Чемпіонат УРСР з легкоатлетичного кросу 1965 року був проведений 28 лютого в Ужгороді.
Перемогу в командному заліку здобули спортсмени спортивного товариства «Авангард».

## Чемпіонат УРСР з марафонського бігу
Чемпіонат УРСР з марафонського бігу 1965 року був проведений серед чоловіків 31 жовтня в Ужгороді.
Віталій Депутатов встановив новий республіканський рекорд, перевершивши більше, ніж на 2 хвилини попереднє досягнення 9-річної давності Петра Сорокових (2:21.57,0).
| Дисципліни | Золото                   | Золото       | Срібло | Срібло | Бронза | Бронза |
| ---------- | ------------------------ | ------------ | ------ | ------ | ------ | ------ |
| Марафон    | Віталій Депутатов Харків | 2:19.34,8 NR |        |        |        |        |